# Kevin

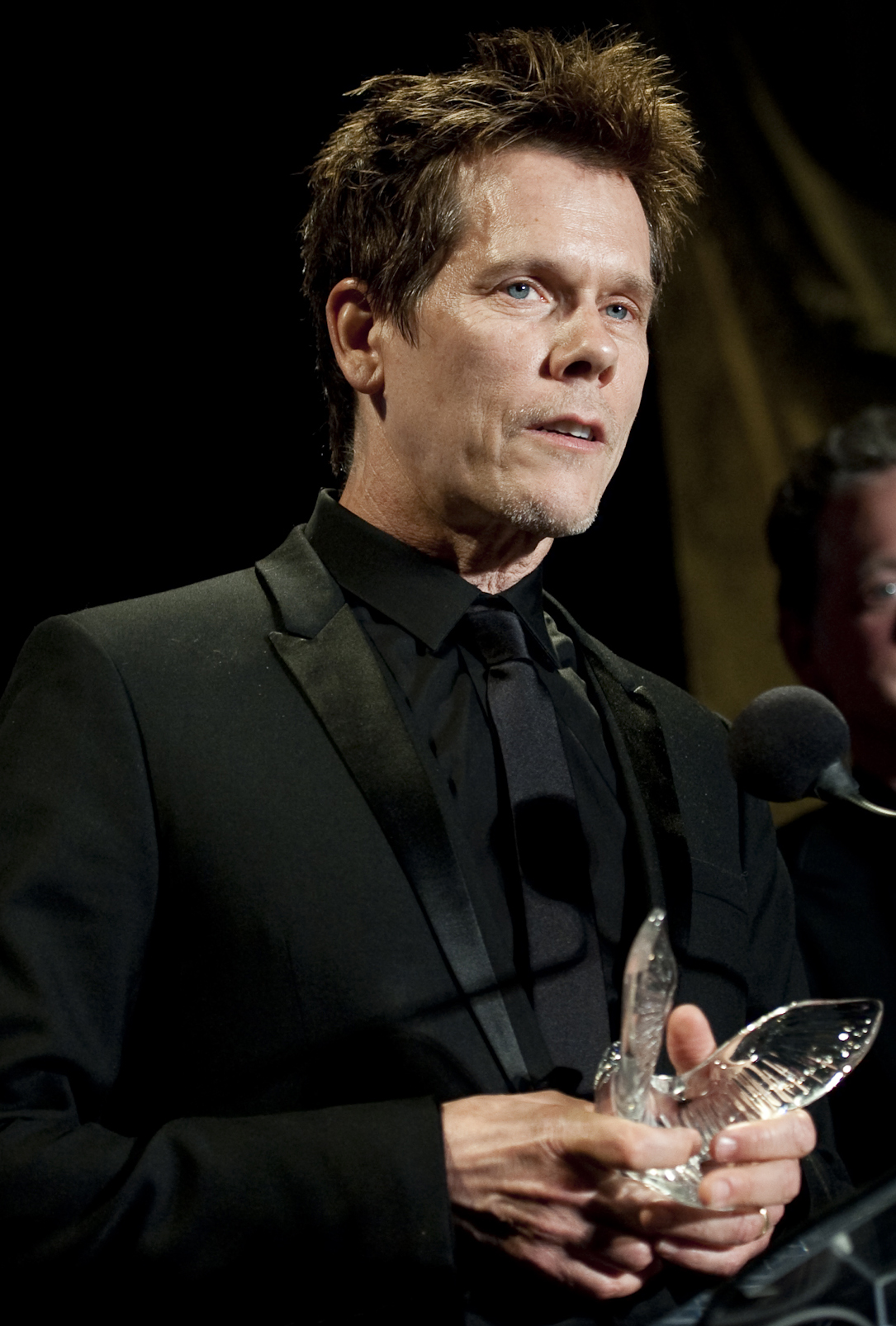
Kevin Bacon.

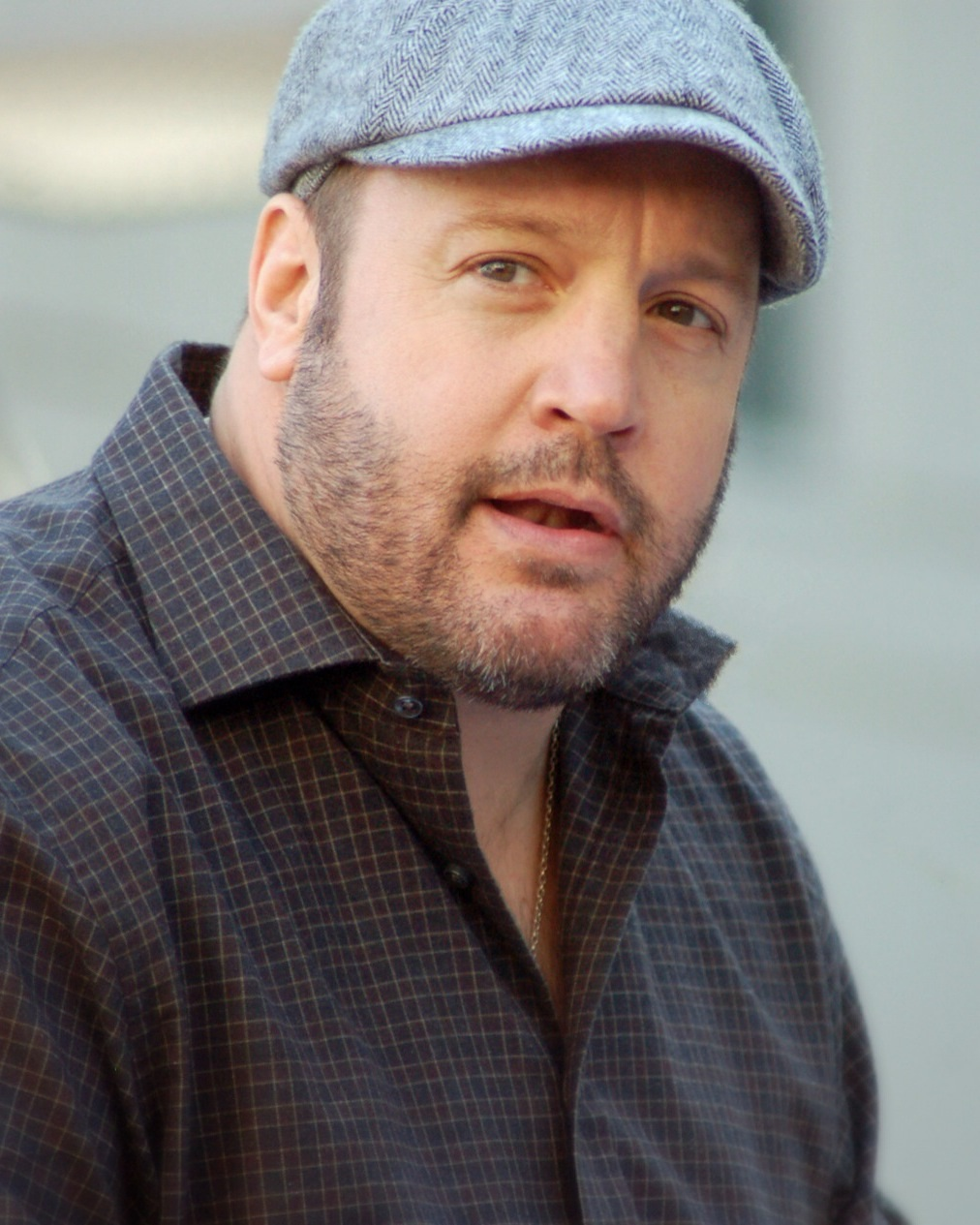
Kevin James.

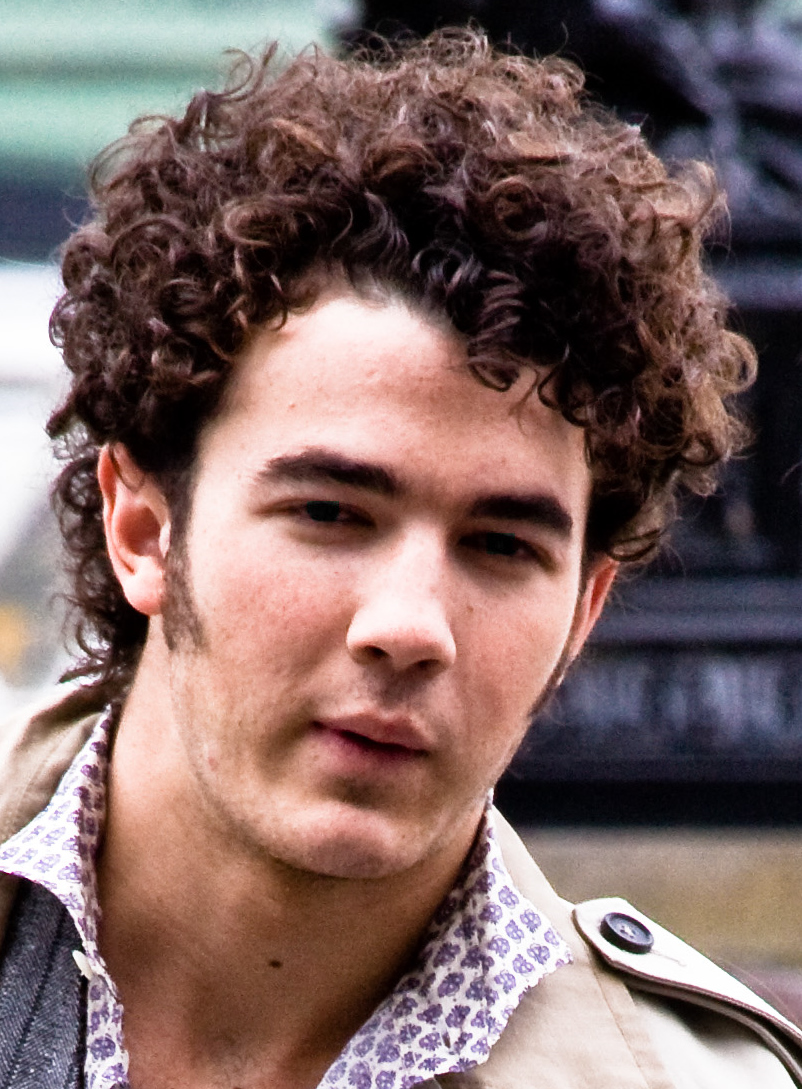
Kevin Jonas, de los Jonas Brothers.

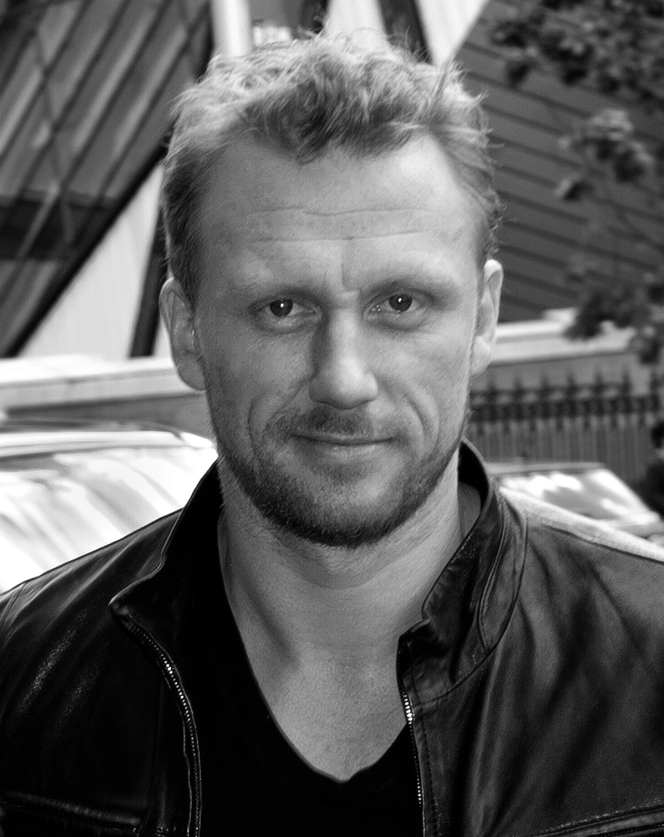
Kevin McKidd, de Grey's Anatomy.

Kevin (irlandés: Caoimhín, irlandés medio: Caoimhghín, irlandés antiguo: Cóemgein, Latín: Coemgenus) es un nombre de pila masculino de origen irlandés que hoy es usado en los idiomas español, inglés, francés, alemán, neerlandés, irlandés y escandinavo. Proviene de la palabra Caoimhghín, que deriva del Irlandés antiguo cóem ("noble" o "amado" y -gin ("nacimiento"). «Kevin» no se relaciona con los nombres Kelvin o Calvin. Su diminutivo es «Kev» y puede ser también escrito Kevyn (en inglés), Keven o Kevan (en irlandés), o Kévin. La versión femenina de Caoimhín (Kevin) es Caoimhe, anglicanizado como Kiva o Keva.
Se cree que San Kevin fue quien lo popularizó, puesto que no es un nombre bíblico. «Kevin» es uno de los cien nombres masculinos más usados en los bebés en Canadá, Chile, Francia, Hungría, Irlanda, los Países Bajos, Irlanda del Norte, Noruega, Eslovenia, España, Suecia y los Estados Unidos.
En Reino Unido, su popularidad llegó a la cima durante las décadas de 1950 y 1960, cuando se encontraba entre los primeros 20 nombres, pero fue decayendo en los 90 a los primeros 100. Asimismo en los Estados Unidos, desde 1957 hasta 1979 el nombre se mantuvo entre los lugares 20 y 11 en el ranking de los nombres más usados.

## Personas
- Kevin J. Anderson (1962-), autor estadounidense de ciencia ficción.
- Kevin Anderson (1986-), jugador de tenis sudafricano.
- Kevin Anderson (1988-), baloncestista estadounidense.
- Kevin Ayers (1944-), cantautor inglés de rock progresivo y psicodélico.
- Kevin Bacon (1958-), actor estadounidense de cine y teatro.
- Kevin Costner (1955-), actor y director estadounidense.
- Kevin de Bruyne (1991-), futbolista belga.
- Kevin Durand (1974-), actor canadiense.
- Kevin Durant (1988-), baloncestista estadounidense.
- Kevin Federline (1978-), bailarín, rapero, modelo y actor estadounidense.
- Kevin Fertig (1977-), luchador profesional estadounidense.
- Kevin Garnett (1976-), baloncestista estadounidense.
- Kevin Gates (1986), rapero, cantante y empresario estadounidense.
- Kevin James (1965-), actor y comediante estadounidense.
- Kevin James LaBrie (1963-), cantante canadiense.
- Kevin Johansen (1964-), músico y cantante  de pop rock argentino.
- Kevin Jonas (1987-), músico, actor, compositor y cantante  de pop rock estadounidense, miembro de los Jonas Brothers.
- Kevin Keegan (1951-), exfutbolista y entrenador inglés.
- Kevin Kline (1947-), actor estadounidense ganador de un Oscar.
- Kevin Levrone (1964), culturista profesional estadounidense de la IFBB.
- Kevin López (1990-), famoso atleta español.
- Kevin Love  (1988-), baloncestista estadounidense.
- Kevin Martin (1983-), baloncestista estadounidense.
- Kevin Magnussen (1992-), piloto de Fórmula 1.
- Kevin McCarthy (1914-2010), actor estadounidense de teatro, cine y televisión.
- Kevin McKidd (1973-), actor británico de cine y televisión.
- Kevin Mitnick (1963-), consultor de seguridad informática y hacker convicto estadounidense.
- Kevin Nash (1959-), luchador profesional estadounidense.
- Kevin Nealon (1953-), actor estadounidense.
- Kevin Reyes (1999), futbolista salvadoreño.
- Kevin Reynolds (1952-), actor y guionista estadounidense.
- Kevin Richardson (1971-), cantante pop y actor estadounidense, antiguo miembro de los Backstreet Boys.
- Kevin Richardson (1962-), entrenador y exjugador de fútbol inglés.
- Kevin Michael Richardson (1964-), actor de voz estadounidense.
- Kevin Owens (1983-), luchador profesional canadiense.
- Kevin Rudd (1957-), electo primer ministro de Australia.
- Kevin Rudolf (1983-), cantante y productor discográfico estadounidense.
- Kevin Shields (1963-), cantante, guitarrista y productor musical estadounidense, miembro de My Bloody Valentine.
- Kevin Smith (1970-), guionista y director de cine estadounidense, y fundador de View Askew Productions.
- Kevin Smith (1963-2002), actor neozelandés.
- Kevin Sorbo (1958-), actor estadounidense.
- Kevin Spacey (1959-), actor y director estadounidense, ganador de dos Óscars.
- Kevin Von Erich (1957-), luchador profesional retirado estadounidense.
- Kevin Warwick (1954-), científico e ingeniero británico, profesor de cibernética en la Universidad de Reading.
- Kevin Zegers (1984-), actor canadiense.
- Kevin Campos (2004-), Piloto de carreras.